# Леві Людвіг Маврикійович
Лю́двіг Маври́кійович Ле́ві (31 грудня 1853 (12 січня 1854), Варшава, Королівство Польське, Російська імперія — 16 травня 1927, Москва, РСФРР, СРСР) — інженер шляхів сполучення, залізничник, конструктор паровозів часів Російської імперії та Радянського Союзу.

## Ранні роки
Народився 12 січня 1854 року (за старим стилем — 31 грудня 1853 року) у Варшаві в городянській родині.
1874 року закінчив фізико-математичний факультет Варшавського університету, здобув науковий ступінь кандидата математичних наук. З дитинства захоплюючись залізницею, вступив до Інституту корпусу інженерів шляхів сполучення в Санкт-Петербурзі, єдиного в імперії закладу вищої освіти для залізничників, який закінчив 1877 року.

## Робота на залізниці
Після закінчення інституту почав працювати на залізниці. Спершу працював слюсарем на Здолбунівській дільниці Києво-Берестейської залізниці, пізніше — помічником машиніста та машиністом III класу. 1879 року призначений техніком з особливих доручень відділу рухомого складу. 1881 року призначений завідувачем паровозної служби Управління Південно-Західних залізниць у Києві, а в 1886—1896 роках очолював технічний відділ Служби тяги.
Після служби на залізниці в Києві перейшов до Віндаво-Рибінської залізниці. У 1897—1901 роках був начальником служби рухомого складу тяги і майстерень Товариства Московсько-Віндаво-Рибинської залізниці. У 1902—1905 роках обіймав аналогічну посаду в Товаристві Московсько-Києво-Воронізької залізниці, після чого в 1906—1918 роках працював консультантом Управління технічної частини цієї ж залізниці.
У 1918 році відвідав лінію Арад — Чанад угорських залізниць, де вивчав експлуатацію тяги потягів автомотрисами. Того ж року призначений членом Науково-технічного комітету при Народному комісаріаті шляхів сполучення. 1924 року увійшов до Центральної комісії з покращення побуту вчених.
Помер у Москві 16 травня 1927 року.

## Наукова діяльність

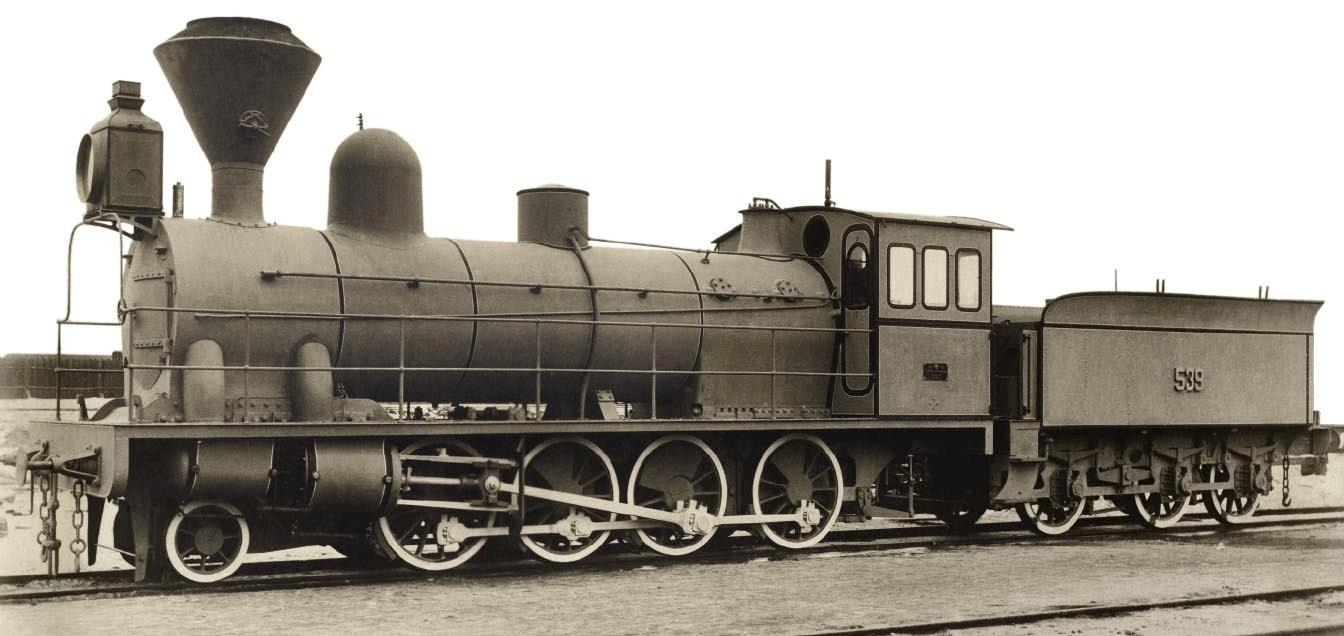
Паровоз типу 1-4-0(Р)

Під час свого проживання в Києві у 1880-х — першій половині 1890-х років активно працював над дослідженнями в галузі залізничного транспорту разом з інженером Олександром Бородіним. 1882 року при Київських Головних майстернях Південно-Західних залізниць біля станції Київ заснували першу у світі станцію з випробування паровозів, які проводили Бородін та Леві. Пізніше випробування паровозів проводилися на ділянці Київ — Фастів. У межах випробувань Бородін і Леві досліджували використання в паровозах комбінованих парових двигунів, що дозволяли значно економити паливні ресурси.
Леві досліджував використання подвійного розширення пари і парових оболонок у паровозах, розробив методику випробувань паровозів, довівши, що вони можливі лише за тривалих умов роботи.
1898 року за проєктом Леві почали будувати паровози типу 1-4-0(Р), що експлуатувалися на залізниці до 1930-х років. Паровози такого типу використовували чотирициліндрові тандем-компаунди.
Також Людвіг Леві брав активну участь у діяльності Дорадчих з'їздів інженерів служб колії, певний час на них головував. Був членом Механіко-будівного відділу Київського відділення Російського технічного товариства та редакції журналу «Инженер». Разом з іншими членами відділу досліджував властивості шпал у межах вивчення проблем стійкості залізничних колій. Після переїзду до Москви став членом тамтешнього відділення Російського технічного товариства.
Основні праці Леві:
- Леви Л. М. Опытные исследования над применением системы «Compound» и паровых «рубашек» к паровозным машинам, произведенные на Юго-Западных железных дорогах. Инженер. 1886. № 10. С. 425—438.
- Леви Л. О применении к паровозам принципа «Компаунд». Инженер. 1893. № 12. С. 511—518.
- Леви Л. М. Опытное исследование влияния бандажной стали на службу бандажей. Инженер. 1897. № 1. С. 23—33.
- Леви Л. М. Результаты применения химической очистки воды на Юго-Западных железных дорогах. Инженер. 1895. № 3. С. 464.
- Леви Л. М. О практическом определении величины составов поездов в зависимости от размеров паровозов, профиля пути и средней скорости движения. Инженер. 1882. № 5—6. С. 165—172, 211—216.

## Сім'я
Дружину Людвіга Леві звали Олена Іванівна. У шлюбі народилося троє дітей:
- Вацлав (нар. 11 травня 1880);
- Річард (нар. у квітні 1883);
- Софія (нар. 12 червня 1887).

Старший син подружжя, Вацлав Людвігович Леві, як і його батько, став інженером та з 1906 року був членом Московського відділення Російського технічного товариства.